# Walter von Loë
Friedrich Karl Walther Degenhard Freiherr von Loë (9 tháng 9 năm 1828 tại Lâu đài Allner ở Hennef ven sông Sieg – 6 tháng 7 năm 1908 tại Bonn) là một sĩ quan quân đội Phổ, đã được thăng đến cấp Thống chế, đồng là Tướng phụ tá của các Vua Phổ và Hoàng đế Đức. Ông đã từng tham chiến trong cuộc Chiến tranh Áo-Phổ (1866) và cuộc Chiến tranh Pháp-Đức (1870 – 1871).

## Tiểu sử
Walther sinh vào tháng 9 năm 1828 tại Allner, trong gia tộc von Loë, một gia đình quý tộc cổ, theo Công giáo và giữ tước hiệu Nam tước qua nhiều đời. Ông thân sinh của ông là Maximilian von Loë, một Thị thần và Quận trưởng quận Sieg của Phổ kể từ năm 1801 cho đến năm 1850; thân mẫu ông là Helene, nhũ danh Gräfin von Hatzfeldt-Schönstein (1801 – 1838).
Thời trẻ, von Loë được cha gửi đến học tại Học viện Hiệp sĩ (Ritterakademie) ở Bedburg, một học viện đã được thành lập với sự hỗ trợ của thân phụ ông. Vào năm 1845, von Loë gia nhập Trung đoàn Thương kỵ binh số 5 tại Düsseldorf với tư cách là lính tình nguyện một năm, và được sung vào lực lượng Trừ bị sau khi hoàn tất nghĩa vụ của mình. Sau khi tốt nghiệp học viện ở Bedburg, ông học Luật tại Đại học Bonn kể từ năm 1846 cho đến năm 1848 và trong khoảng thời gian này ông gia nhập Liên đoàn Sinh viên Borussia. Tuy nhiên, binh lửa đã làm gián đoạn quá trình học tập của ông: một cuộc tranh chấp về biên giới gọi là Vấn đề Schleswig-Holstein đã dẫn đến cuộc Chiến tranh Schleswig lần thứ nhất giữa Liên minh các quốc gia Đức với Đan Mạch. Khi nhân dân Schleswig-Holstein khởi nghĩa chống lại Đan Mạch, Phổ và các quốc gia khác ở Đức đưa quân đến đây để can thiệp.
Vào tháng 3 năm 1848, ông gia nhập Trung đoàn Long kỵ binh số 2 của quân đội Schleswig-Holstein với quân hàm Thiếu úy. Trong cuộc chiến, ông đã tham gia các trận đánh tại Schleswig, Düppel và Hadersleben.
Tuy nhiên, vào năm 1849, ông được đổi vào Trung đoàn Khinh kỵ binh số 3. Ông được điều đến Baden để tham gia chiến dịch trấn áp cuộc nổi dậy ở đây, và chiến đấu trong các trận đánh tại Ladenberg, Steinmauren cùng với Ruppenheim. Cũng ở Baden, ông gặp Vương tử Wilhelm, em trai vua Friedrich Wilhelm IV của Phổ và là Hoàng đế Wilhelm I của Đức về sau này, từ đây hai người đã thiết lập mối liên hệ lâu dài với nhau.
Sau đó, von Loë tiếp tục phục vụ quân ngũ và vào năm 1853, ông được bổ nhiệm làm sĩ quan phụ tá của Trường Kỵ binh quân đội Phổ ở Schwedt. Đến ngày 22 tháng 2 năm 1855, ông trở thành sĩ quan phụ tá của Sư đoàn số 2. Tiếp theo đó, kể từ ngày 18 tháng 9 năm 1855 cho đến ngày 30 tháng 9 năm 1857, ông học tại Trường Quân sự Tổng hợp (Allgemeine Kriegsschule) ở kinh đô Berlin. Trong khoảng thời gian này, ông được thăng cấp hàm Trung úy vào ngày 5 tháng 9 năm 1857. Với cấp bậc này, vào ngày 9 tháng 1 năm 1858, von Loë được cắt cử làm sĩ quan phụ tá của Toàn quyền tỉnh Rhein và Westfalen. Không lâu sau đó, ông được cử vào Trung đoàn Khinh kỵ binh số 7 với cấp bậc Trưởng quan kỵ binh và trở thành trợ lý cá nhân của Vương tử Phụ chính Wilhelm.
Vào ngày 18 tháng 1 năm 1858, von Loë được lên quân hàm Thiếu tá và vào ngày 7 tháng 1 năm 1861, sau khi vua Wilhelm I đăng ngôi, ông được bổ nhiệm làm sĩ quan hầu cận của tân vương. Vào năm 1862, ông cùng với Vương tử Albrecht, em ruột của Wilhelm I, tham gia chiến dịch Kavkaz của quân đội Nga. Sau khi trở về vào năm 1863, ông được phó thác làm tùy viên quân sự Phổ ở Paris. Từ đây, ông đến Algérie vào năm 1864 để cùng với quân Pháp dưới ự chỉ huy của tướng Rose dập tắt cuộc kháng cự của người Kabyle. Tiếp theo đó, trong cuộc Chiến tranh Bảy tuần với Áo, ông được phong cấp hàm Thượng tá và được đổi vào Đại bản doanh Tối cao của vua Phổ vào ngày 8 tháng 6 năm 1866. Năm sau (1867), ông được lãnh chức Trung đoàn trưởng của Trung đoàn Khinh kỵ binh số 7 Đức vua (Trung đoàn Khinh kỵ binh Đức vua Bonner - Bonner Königs-Husaren), sau đó, ông được thăng hàm Đại tá vào năm 1868.
Trong cuộc Chiến tranh Pháp-Đức (1870 – 1871), ông chỉ huy trung đoàn Khinh kỵ binh của mình liên tiếp giành chiến thắng trong các trận đánh tại Amiens, St. Quentin và Bapaume. Thắng lợi vang dội của người Đức trong cuộc chiến tranh này đã dẫn đến sự thống nhất nước Đức dưới sự trị vị của vua Wilhelm I, giờ đây là Hoàng đế của Đế quốc Đức. Vào ngày 23 tháng 3 năm 1871, ông được nhậm chức Lữ đoàn trưởng Lữ đoàn Kỵ binh số 21. Ông chỉ huy lữ đoàn này cho đến ngày 31 tháng 3 năm 1872 thì được điều đi chỉ huy Lữ đoàn Kỵ binh Cận vệ ố 3. Sau khi được thăng quân hàm Thiếu tướng vào ngày 22 tháng 3 năm 1873 và được phong làm Thuộc tướng của Hoàng thượng (General à la suite Seiner Majestät) vào ngày 19 tháng 8 năm 1876, ông được ủy nhiệm làm Sư đoàn trưởng Sư đoàn số 5 vào ngày 13 tháng 5 năm 1876 rồi được lên cấp Trung tướng vào tháng 6 năm 1879.
Vào ngày 18 tháng 9 năm 1880, ông được phong chức Tướng phụ tá và vào ngày 22 tháng 4 năm 1884, ông được bổ nhiệm làm Tướng tư lệnh của Quân đoàn VII. Tiếp sau đó, ông được phong cấp bậc Thượng tướng Kỵ binh ngày 18 tháng 4 năm 1886. Vào tháng 2 năm 1893, ông được phái đến Roma trong một sứ mệnh ngoại giao. Tại đây, ông gặp gỡ Giáo hoàng Lêô XIII. Sau khi hoàn thành chuyến viếng thăm này, ông được thăng cấp Đại tướng Kỵ binh quyền lãnh Thống chế vào ngày 8 tháng 9 năm 1893 rồi được bổ nhiệm làm Thống lĩnh tối cao quân đội tại Mark và Thống đốc Berlin.
Vào ngày 28 tháng 4 năm 1897, ông được nghỉ hưu theo yêu cầu của ông vì bệnh tình trầm trọng. Tuy nhiên, ông vẫn đảm đương chức Tướng phụ tá của nhà vua. Vào năm 1900, von Loë lại được giao thực hiện một sứ mệnh ngoại giao. Ngoài ra, ông cũng trở thành thành viên suốt đời của Viện Quý tộc Phổ. Đến ngày 1 tháng 10 năm 1905, von Loë được phong cấp hàm Thống chế. Vào tháng 4 năm 1907, Thống chế von Loë tổ chức lễ kỷ niệm 60 phục vụ quân ngũ của mình ở Bonn. Tới dự lễ có Hoàng đế, Vương công và Công nương Schaumburg-Lippe, các Tướng tư lệnh von Deindes và Plötz, các Truung đoàn trưởng trong Quân đoàn VIII, Đô trưởng và nhiều cựu sĩ quan cấp cao khác.
Ngày 6 tháng 7 năm 1908, tại thành phố Bonn, ông từ trần vào lúc 11 giờ tối, hưởng thọ 79 tuổi.

## Vai trò chính trị
Bên cạnh các vương thân của các vương tộc trong Đế quốc Đức, von Loë là tín đồ Công giáo duy nhất được phong cấp bậc Thống chế của quân đội Phổ vào thời kỳ đế quốc và đảm nhiệm chức Tướng phụ tá của vua Phổ. Điều đó, cùng với mối quan hệ thân mật giữa ông và gia đình Hatzfeldt-Trachenberg, đã khiến cho ông trở thành một người đối lập với chính sách của Thủ tướng Otto von Bismarck kể từ thập niên 1870, nhất là từ khi Bismarck đề ra chính sách Đấu tranh Văn hóa (Kulturkampf) nhằm hạn chế sự ảnh hưởng của Giáo hội Công giáo. Có thể kể đến một sự việc nổi tiếng vào năm 1880, khi em dâu của Loë là Công nương Carolath-Beuthen ly hôn chồng mình để kết hôn với Herbert, con trai của Thủ tướng. Thủ tướng đã kiên quyết ngăn chặn con mình cưới người phụ nữ mà anh yêu.
Mặc dù là một tín đồ Công giáo, Loë cổ vũ các thông lệ của giới sĩ quan Kháng Cách trong quân đội Phổ, điển hình như các cuộc đấu súng gữa các sĩ quan.

## Gia đình
Vào ngày 24 tháng 5 năm 1859, Von Loë thành hôn với Franziska Gräfin von Hatzfeldt (1833 – 1922), và đây là cuộc hôn nhân lần thứ hai của bà Franziska. Cặp đôi này có ba người con, bao gồm Helene và cặp song sinh Margarethe và Hubert. Trước đó, trong cuộc hôn nhân lần đầu của mình với Paul von Nimptsch, Franziska cũng đã có ba người con, Hermann, Guido và Maria Magdalena. Ông có người em dâu là Elisabeth zu Carolath-Beuthen và em dâu ghẻ là Marie von Schleinitz, một nhân vật đối lập với Otto von Bismarck. Người em trai của Loë, Otto von Loë, là một luật gia và thành viên Quốc hội.

## Tặng thưởng
Vào năm 1897, von Loë được phong danh hiệu Công dân Danh dự Bonn. Ngày 8 tháng 7 năm 1908, ông được cấp bằng Tiến sĩ Danh dự (Doctor honoris causa) của Đại học Friedrich-Wilhelm Rhein. Vì những cống hiến của ông đối với quân đội Phổ, ông được trao tặng nhiều huân chương. Trong số đó có:
- Huân chương Thánh Anna hạng II của Nga vào ngày 21 tháng 12 năm 1862
- Sĩ quan Bắc Đẩu bội tinh vào ngày 10 tháng 9 năm 1864
- Đại Thập tự của Huân chương Đại bàng Đỏ vào ngày 17 tháng 3 năm 1888
- Huân chương Quân công Vương miện Phổ
- Huân chương Đại bàng Đen vào ngày 20 tháng 5 năm 1890
- Thập tự và Ngôi sao Đại Chỉ huy của Huân chương Hoàng gia Hohenzollern kèm Thanh kiếm trên Chiếc nhẫn và con số kỷ niệm 50 vào ngày 7 tháng 4 năm 1897 (huân chương này được tặng nhân kỷ niệm lần thứ 50 ngày gia nhập quân ngũ của ông)
- Huân chương Gia tộc Trung kiên vào ngày 14 tháng 4 năm 1897

Tại quận Südstadt ở Bonn có một con đường mang tên Thống chế Walter von Loë: Đường Loe (Loestraße) nằm giữa Đường đáy trũng Bonner và Đường Vương tử Albert.

## Tuyên dương trên báo chí
Thống chế von Loë đã được tán dương trên nhiều bài báo, điển hình là trong các tờ báo sau đây:
- Báo Đế quốc Đức (Bonn) vào các ngày 8, 11 và 14 tháng 7 năm 1908
- Báo Bonn vào các ngày 8 và 10 tháng 7 năm 1908
- Công báo Tổng hợp Bonn vào các ngày 8 và 11 tháng 7 năm 1908
- Báo Köln vào ngày 7 tháng 7 năm 1908

## Lưu trữ
- Gräflich von Loë´sche Archiv, Nachlass Walther Freiherr von Loë